# Cincinnati Reds (1876–80)
O Cincinnati Reds, também conhecido como Cincinnati Red Stockings, foi uma equipe profissional de beisebol baseados em Cincinnati, Ohio que jogou de 1875 até 1880. O clube precedeu a National League da qual foi um dos membros fundadores.

## Resultados por temporada
- V = vitórias
- D = derrotas
- E = empates
- % = porcentagem de vitórias
- COL = colocação final
- GB = jogos atrás do campeão

| Temporada | Treinador                         | Jogos | V  | D  | E | %    | COL | GB   |
| 1876      | Charlie Gould                     | 65    | 9  | 56 | 0 | 13,8 | 8º  | 42.5 |
| 1877      | Lip Pike, Bob Addy & Jack Manning | 58    | 15 | 42 | 1 | 26,3 | 6º  | 25.5 |
| 1878      | Cal McVey                         | 61    | 37 | 23 | 1 | 61,7 | 2º  | 4.0  |
| 1879      | Cal McVey & Deacon White          | 81    | 43 | 37 | 1 | 53,8 | 5º  | 14.0 |
| 1880      | John Clapp                        | 83    | 21 | 59 | 3 | 26,2 | 8º  | 44.0 |

## Membros do Hall of Fame
| - Candy Cummings - King Kelly - Deacon White |